# Ирвайн, Уилсон
Уилсон Ирвайн (Ирвин) (англ. Wilson Henry Irvine; 1869—1936) — американский художник-импрессионист, мастер ландшафтов. Пионер аэрографии в искусстве, которой его обучал Либерти Уолкап, купивший патент на эту технологию в 1882 году.

## Биография
Родился 28 февраля 1869 года в городе Байрон, штат Иллинойс. Был потомком фермеров, переселенцев из Европы.
Окончил Rockford Central High School в городе Рокфорд, Иллинойс. Работал в чикагской компании Chicago Portrait Company. Здесь он познакомился с Либерти Уолкапом, создавшим технологию аэрографии, и с 1888 года использовал её в своей работе. Одновременно развивался как серьезный художник, проложив дорогу в художественные сообщества Чикаго — был членом Palette and Chisel Club и Cliff Dwellers Club, где находился вместе со скульптором Лорадо Тафтом.
Одновременно в Чикаго Ирвайн учился в течение семи лет в Художественном институте. На рубеже веков в институте прошла выставка его работ, а в 1916—1917 годах здесь в Рождественский сезон прошла его персональная выставка. И в настоящее время в Чикагском институте искусств находятся работы художника.
Развиваясь в своём творчестве, Уилсон Ирвайн много работал на востоке страны — в Массачусетсе, Коннектикуте, а также в Новой Англии, где он выставлялся в художественном институте. Побывал в Виргинии и Новом Орлеане. В 1914 году художник с семьей переехал на постоянное место жительства в Олд-Лайм, Коннектикут, став частью знаменитого сообщества Флоренс Грисуолд, одного из центров американского импрессионизма. Но даже переехав на восток, Ирвайн поддерживал контакты с Чикаго. Он переписывался с Сиднеем К. Вудвордом.
Помня свои ранние эксперименты с аэрографом, в последние годы своей жизни Ирвайн продолжал опробовать новые художественные приемы, среди которых были «aqua prints» и «prismatic painting». Его «Призматические зимний пейзаж» (англ. Prismatic Winter Landscape )появился 31 января 1931 года на обложке журнала The Literary Digest.
В 1926 году Уилсон Ирвайн был избран в Национальную академию дизайна в качестве ассоциированного академика. Он регулярно выставлялся до конца своей карьеры, участвуя во многих выставках, включая известные:
- Chicago’s Carson Pirie Scott (1922),
- Connecticut’s Wadsworth Atheneum (1925),
- New York’s Grand Central Art Galleries (1930).

В течение своей художественной деятельности Ирвайн трижды побывал в Европе, где создал ряд своих работ:
- 1908 год — Англия и Франция,
- 1923 год — Британские острова,
- 1928—1929 годы — Франция и Испания.

Умер 25 августа 1936 года от кровоизлияния в мозг в своем доме в Олд Лайме, Коннектикут. В последние годы Уилсон Ирвайн был заново открыт общественностью и признан ключевой фигурой американского импрессионизма начала XX века. Его работы находятся во многих музеях США, включая Музей Флоренс Грисуолд, Галерею Коркоран, Национальную портретную галерею (США) и Union League Club.

Некоторые работы
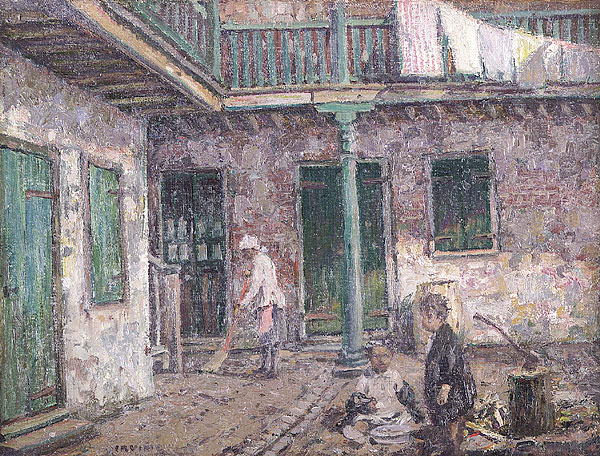
French Quarter Courtyard with Woman Sweeping and Children
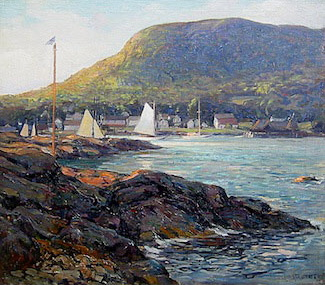
Harbor at Camden Maine
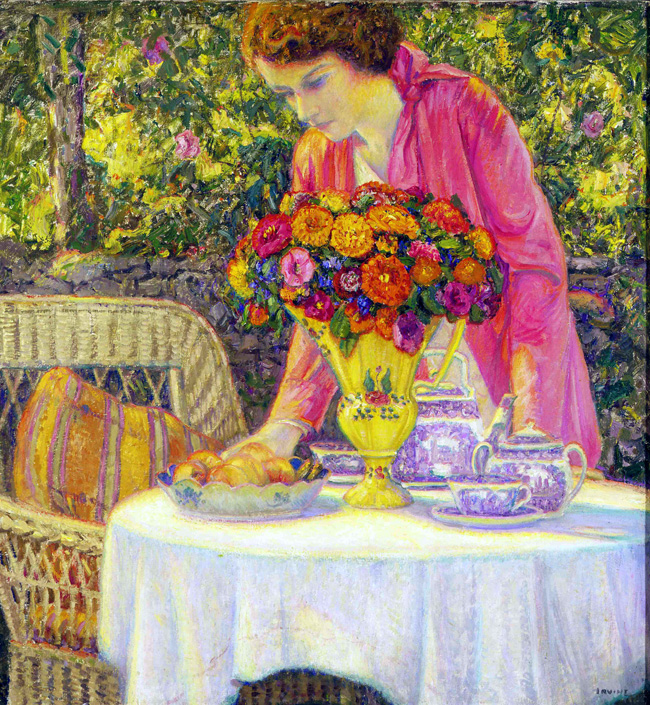
Tea Party with the Artists Daughter Lois